# Evaristo Mauri

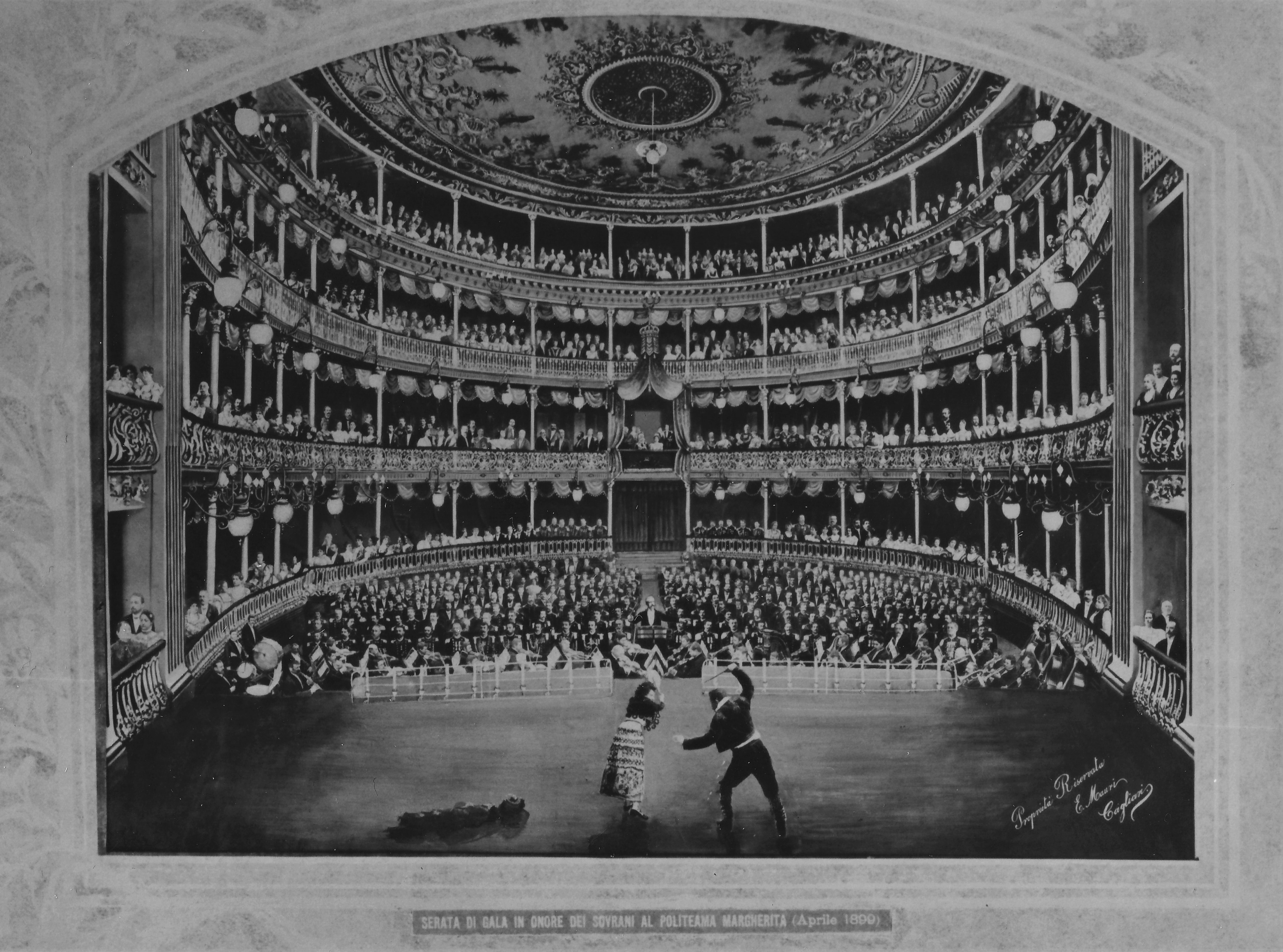
Scatto eseguito da Evaristo Mauri presso il teatro Politeama Regina Margherita il 13 aprile 1899

Evaristo Mauri (Besana, 1845 – Cagliari, 1907) è stato un fotografo italiano, noto soprattutto per i suoi ritratti in platinotipia e di fototipia.

## Biografia
Figlio di Andreano e di Letizia Perego, nacque a Besana, presso Monza, e trascorse la giovinezza a Lecco. Giunse in Sardegna invitato dalla famiglia di Amedeo Modigliani, suoi personali amici, per fotografare i terreni di loro proprietà sui quali sorgeva la miniera di Buggerru. 
Innamoratosi di una giovane donna del luogo, Carolina Chiappe, con la quale ebbe sei figli, decise di mettere radici a Cagliari, dove si stabilì nel 1881 e aprì il suo atelier al numero 24 del corso Vittorio Emanuele. Nel 1901 rilevò lo studio fotografico di Agostino Lai, in piazza Yenne 1.
Ricevette una menzione onorevole ottenuta alla prima Esposizione artistica italiana di Firenze del 1887 e la medaglia d'oro e il gran premio conseguiti all'Esposizione campionaria di Roma nel 1900.

## Opere
Tra le specialità dell'autore, la cronaca d'epoca segnalava l'ampia scelta di costumi tradizionali e di vedute delle principali miniere del Sulcis-Iglesiente, dove il fotografo trascorse alcuni anni prima di trasferirsi nel capoluogo. Noto è il fotomontaggio da lui realizzato del teatro Politeama Regina Margherita in occasione della Carmen di Bizet il 13 aprile 1899, uno dei primi esperimenti in materia. La tecnica del fotomontaggio era già stata utilizzata sei anni prima proprio dal fratello maggiore dell'autore, Achille Mauri (Besana, 1835 ca. – Cagliari, 1910 ca.), il quale, durante il suo periodo di permanenza a Napoli, ne fece uso in occasione di uno spettacolo di ballo al teatro San Carlo.

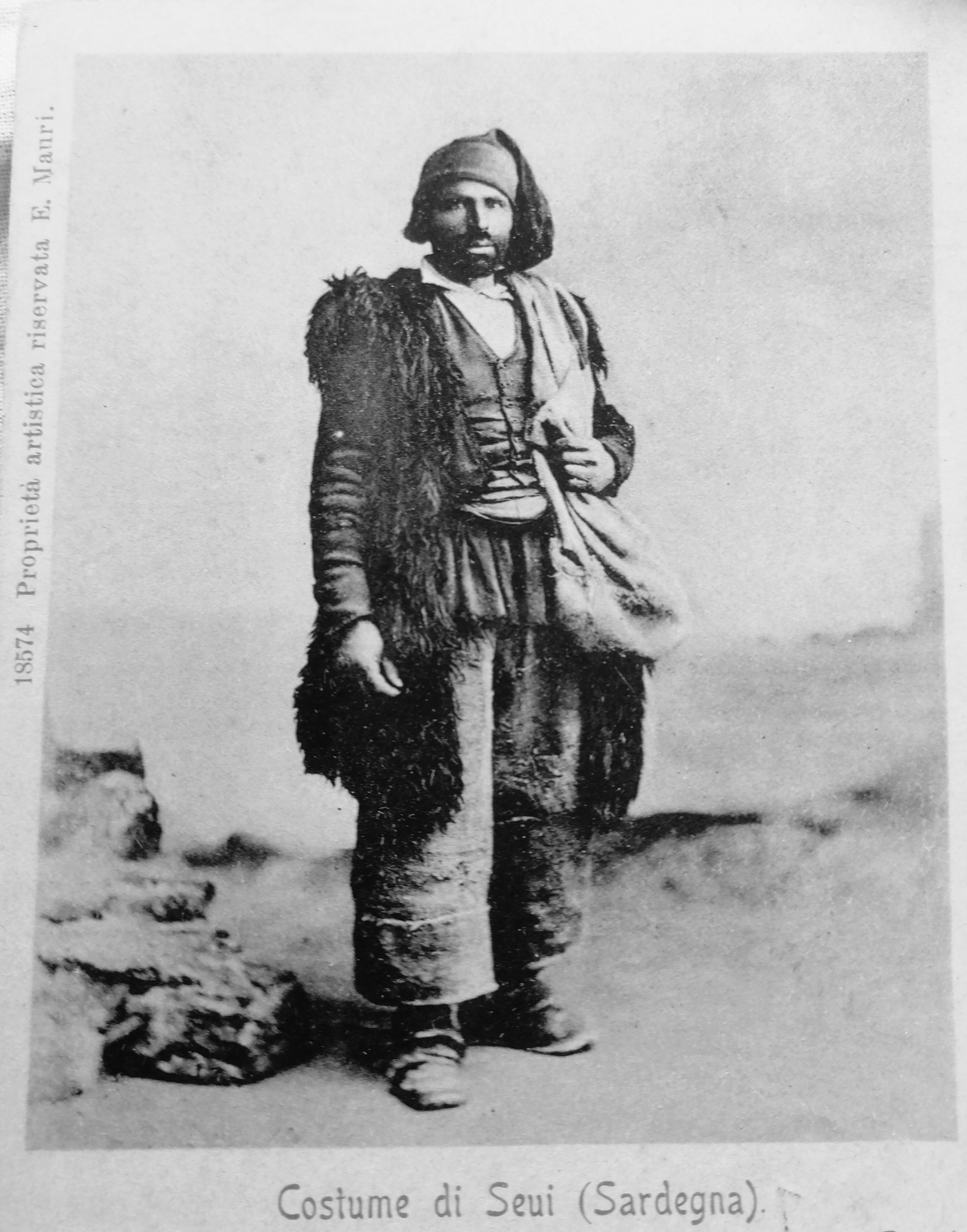
Fototipia della raccolta "I Costumi della Sardegna" di Evaristo Mauri rappresentante un uomo con costume tradizionale di Seui

Nell'ultimo decennio del secolo, Mauri acquisì notorietà grazie alla diffusione dei suoi ritratti in platinotipia e delle cartoline colorate a mano, arte nella quale si specializzò in seguito all'istituzione dell'omonima fotocollografia. I ritratti di Mauri si caratterizzano per la finezza di modulazione delle tonalità, per l'equilibrato dosaggio delle luci e per la predilezione per la figura intera, immobile, centrale e ritratta in atteggiamento solenne. Talvolta elementi di cartapesta venivano utilizzati come corredo dello studio di posa per simulare scenari naturali all'aperto o come piani d'appoggio.
L'autore si è cimentato anche nella ritrattistica ambientata, che rappresenta anche la sua produzione migliore, definita «una messa in scena, un processo di costruzione di una naturalità che, nella complicità del mezzo, vuole trovare la più immediata via di legittimazione e consenso». Si tratta di una rappresentazione che già a partire dagli anni settanta del XIX secolo aveva trovato a Cagliari i suoi rappresentanti nelle figure di Eugenio Aruj (Cagliari, 1839– Cagliari, 1878), Agostino Lay Rodriguez (Cagliari, 1829– Cagliari, 1903) e Giuseppe Luigi Cocco (Samatzai, 1845 ca. – post 1881).
L'importanza della testimonianza della fotografia dei primi fotografi francesi della metà dell'Ottocento come Édouard Delessert e inglesi come Vincenzo Howells, del lombardo Evaristo Mauri e di Giuseppe Luigi Cocco raccontano la trasformazione del paesaggio e dello spazio urbano a cavallo dei due secoli.